# Burgess-Schiefer

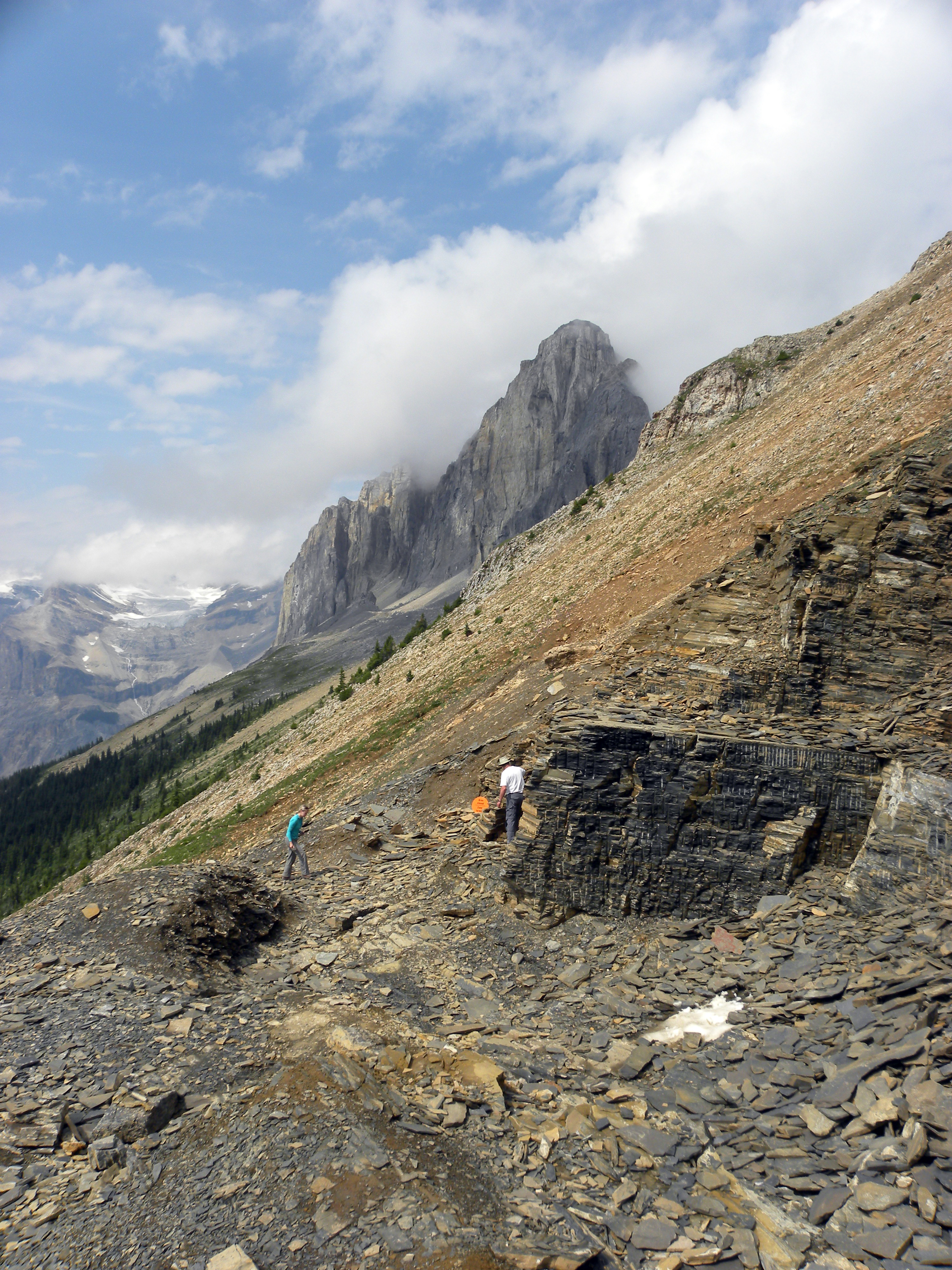
Der Walcott-Steinbruch erschließt die Burgess-Schiefer in der so genannten Walcott-Quarry-Subformation (Walcott Quarry Shale Member)

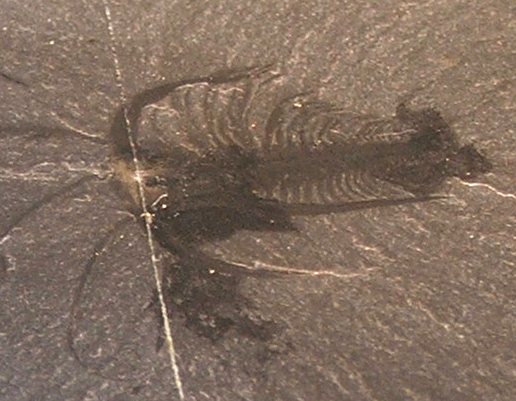
Marrella ist das häufigste Fossil des Burgess-Schiefer

Der Burgess-Schiefer (englisch Burgess shale) ist eine der weltweit bedeutendsten Fossillagerstätten und wurde nach dem Burgess-Pass im Yoho-Nationalpark in den kanadischen Rocky Mountains am südwestlichen Sattel zwischen Mount Wapta und Mount Field benannt.
Gemeint ist ein Fundort von Sedimenten – überwiegend in zwei Steinbrüchen (Walcott Quarry und dem höher liegenden Raymond Quarry) – die in der Nähe von Field (British Columbia, Kanada) am 30. August 1909 von Charles Doolittle Walcott entdeckt wurden und zum Weltkulturerbe zählen. Bedingt durch den außergewöhnlichen Entstehungsprozess mehr als 200 Meter unter dem Meeresspiegel zur Zeit des Mittleren Kambriums vor ungefähr 505 Millionen Jahren (zu dieser Zeit in Äquatornähe), finden sich hier äußerst selten vorkommende Fossilien tierischer, schalenloser Organismen in großer Zahl. Die dünne Schicht aus Schieferton stellt daher ein Fenster auf den Reichtum eines mittelkambrischen Ökosystems dar, das zu den vitalsten Zeiten in der Entwicklung des Lebens auf der Erde gehört. Die Funde umfassen Fossilien von mehr als 30 Gattungen von Gliederfüßern und eine Vielzahl von Borstenwürmern, deren Feinststrukturen in den feinkörnigen Sedimenten in tadellosem Zustand erhalten geblieben sind. Pikaia gracilens wird zumeist als eines der ältesten bekannten Chordatiere angesehen. Andere Fossilien entziehen sich heutiger Systematik, es werden für sie völlig neue, heute gar nicht mehr vertretene Stämme vorgeschlagen. Ähnliche Funde aus dieser Zeit sind aus der Chengjiang-Faunengemeinschaft in der chinesischen Provinz Yunnan bekannt.
Der Burgess-Schiefer gilt aufgrund der ungewöhnlichen Weichteilerhaltung der zahlreichen Fossilien und der damit wesentlichen Bedeutung für die Erforschung der frühen Evolution der vielzelligen Tiere (Metazoa) unter Paläontologen und Paläoökologen als „Schatzkammer“, denn er ermöglicht einen weltweit einzigartigen Einblick in eine Biozönose des Kambriums.

## Geschichte und Bedeutung

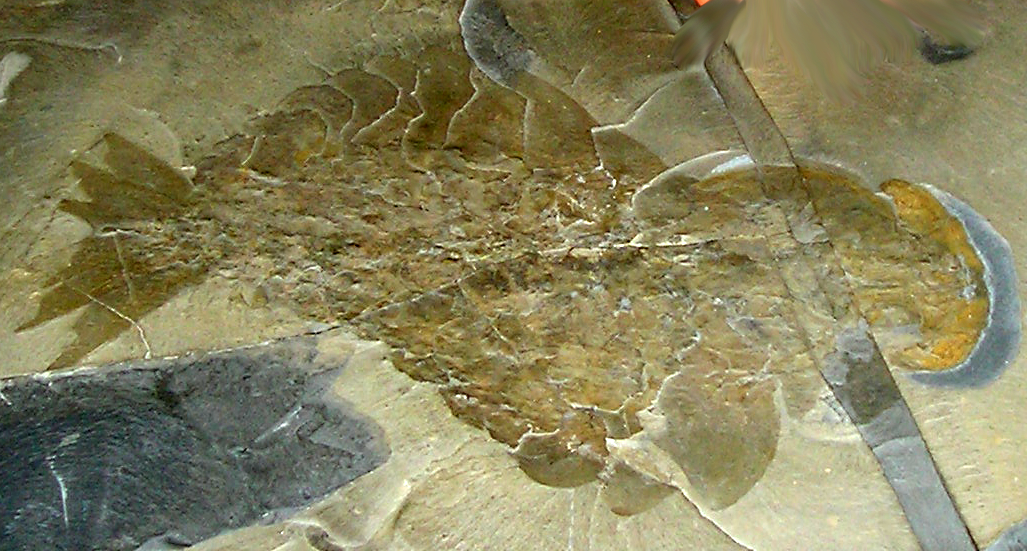
Der erste vollständige Fund von Anomalocaris

### Die Entdeckung durch Charles Walcott
Der Burgess-Schiefer wurde 1909 von dem Paläontologen Charles Walcott kurz vor Ende der Grabungssaison entdeckt.
Gelegentlich ist zu lesen, dass das Pferd seiner Frau beim Abstieg über den steilen Pfad, der vom Grat zwischen dem Mount Wapta und dem Mount Field im heutigen Yoho National Park abzweigt, über einen Felsbrocken stolperte. Als Charles Walcott den Felsbrocken zerschlug, um damit den Pfad sicherer zu machen, legte er ein Marrella-Fossil frei. Die romantische Geschichte wird jedoch von den Tagebuchaufzeichnungen Walcotts nicht bestätigt. Die Entdeckung erster Fossilien durch Walcott lassen sich immerhin auf September 1909 datieren.
1910 kehrte Charles Walcott mit seinen Söhnen zurück, um Ausgrabungen im fossilreichen Gestein zu beginnen. Die Menge an unbekannten Fossilien sowie deren außerordentliche Weichteilerhaltung veranlassten ihn dazu, bis 1924 nahezu jedes Jahr zu dem von ihm angelegten Steinbruch zurückzukehren. Zu diesem Zeitpunkt, im Alter von 74, hatte er 65.000 Fossilexemplare zusammengetragen. Die Beschreibung dieser Fossilien war eine äußerst zeitaufwendige Aufgabe, der er bis zu seinem Tode im Jahr 1927 nachging. Walcott versuchte, wie zu seiner Zeit üblich, alle Fossilfunde in die Systematik moderner Tierarten einzufügen. Als ein Ergebnis dessen wurden die Fossilien damals lediglich als Kuriositäten angesehen. Die Sammlung von Charles Walcott befindet sich heute im Smithsonian.

### Forschungsgeschichte seit den 1960er Jahren

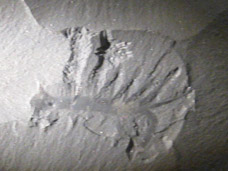
Fossil von Hallucigenia

Erst als Alberto Simonetta 1962 die Fossilien einer erneuten Untersuchung zuführte, erkannte man den außerordentlichen Wert des Burgess-Schiefers für die Wissenschaft sowie das Problem, dass die Organismen nicht ohne Weiteres in die Systematik moderner Arten einzugliedern waren.
Die Ausgrabungen in Walcotts Steinbruch wurden, nach Überzeugungsarbeit seitens des Trilobitenexperten Harry Blackmore Whittington, 1966 vom Geological Survey of Canada wieder aufgenommen. Außerdem wurde ein zweiter Aufschluss, der sogenannte Raymond-Steinbruch, etwa 20 m über dem Walcott-Steinbruch angelegt. Hier hatte in den 1930er Jahren der Harvard-Professor Percy E. Raymond umfangreichere Grabungen vorgenommen. Die Sammlung findet sich heute im Museum für vergleichende Zoologie in Harvard.
Whittington begann, zusammen mit seinen Studenten Derek Briggs und Simon Conway Morris von der University of Cambridge, eine gründliche Neubeurteilung des Burgess-Schiefers und entdeckte, dass die Fossilfauna deutlich diverser und ungewöhnlicher war als Walcott zu seiner Zeit erkannt hatte. Tatsächlich besaßen viele der gefundenen Fossilien sonderbare anatomische Eigenschaften und nur vage Ähnlichkeiten mit modernen Tieren. Beispiele sind Opabinia, mit fünf Augen und einer rüsselartig verlängerten Kopfpartie, sowie Hallucigenia, das ursprünglich mit der Oberseite nach unten rekonstruiert wurde und so auf seinen bilateral-symmetrisch angeordneten Stacheln lief. Mittlerweile geht man davon aus, dass es sich auf am Rumpf befestigten fleischigen Fortsätzen fortbewegte, ähnlich wie heutige Stummelfüßer.
Nectocaris, ursprünglich als Crustacee mit Flossen oder Chordatier mit Schale beschrieben, wurde inzwischen als früher Kopffüßer identifiziert.
Nachdem Parks Canada und die UNESCO die Bedeutung des Burgess-Schiefers um 1970 anerkannten, wurden Aufsammlungen von Fossilien schwieriger. Weitere Grabungen wurden vom Royal Ontario Museum durchgeführt. Der Kurator der Invertebratenpaläontologie Desmond Collins identifizierte eine Anzahl anderer Aufschlüsse des Burgess-Schiefers, die stratigraphisch sowohl über als auch unter dem ursprünglichen Walcott-Steinbruch liegen. Diese Aufschlüsse liefern nach wie vor schneller neuartige Fossilien, als diese untersucht werden können.
Das Buch Wonderful Life, veröffentlicht 1989 von Stephen Jay Gould, brachte den Fossilien des Burgess-Schiefers öffentliche Aufmerksamkeit. Gould war der Ansicht, die außerordentliche Diversität der Burgessfossilien ließe darauf schließen, dass die kambrische Umwelt weitaus formenreicher war als die heutige, und dass viele der einzigartigen Abstammungslinien evolutionäre Experimente darstellen, die jedoch ausstarben. Goulds These stützte sich dabei sehr stark auf die von Simon Conway Morris reinterpretierten Originalarbeiten von Walcott. Morris war mit Goulds Schlüssen jedoch nicht einverstanden. Nach seiner Meinung konnte man fast die gesamte Burgessfauna in die heutige Systematik eingliedern.
Anfang 2014 wurde die Entdeckung einer weiteren Fundstelle im Kootenay-Nationalpark, südlich der bisher bekannten Fundstelle bei Fields im Yoho-Nationalpark, bekannt. In einer nur 15 Tage dauernden Ausgrabung eines Teams des Royal Ontario Museum und verschiedener Universitäten wurden am neuen Fundort die Fossilien von 50 Tierarten ausgegraben. Dabei ist bei der von Arthropoden dominierten Ansammlung die hohe Dichte und Vielfalt an Fossilien mit weichem Körper sowie der große Anteil an neuen Arten bemerkenswert.

## Geologischer Rahmen

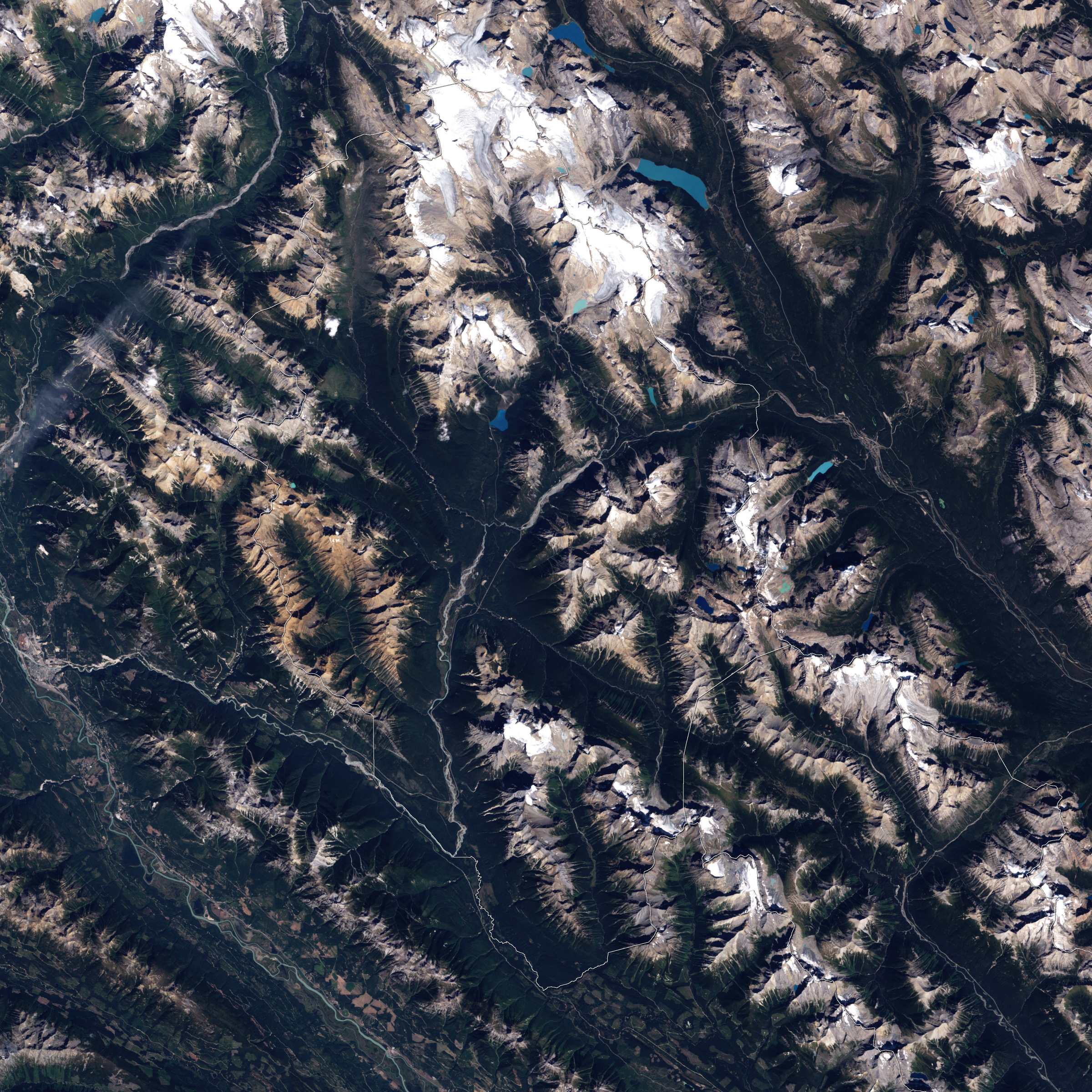
Satellitenbild der Region

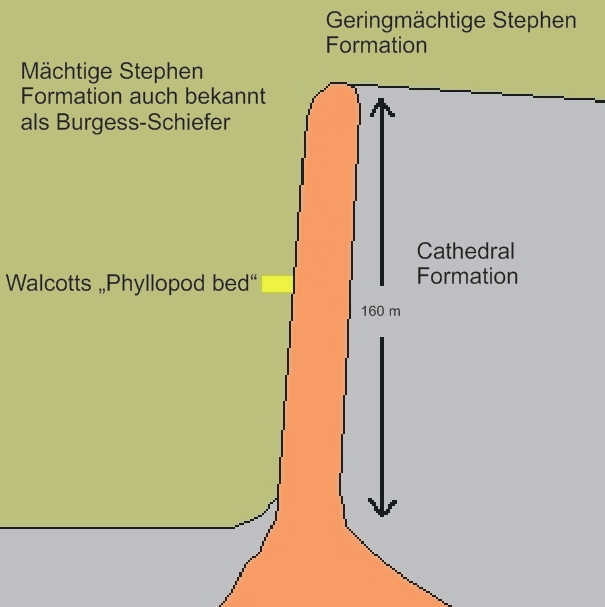
Die Stephen-Formation liegt der Cathedral Formation auf. Teile der Cathedral Formation wurden durch Lösungen dolomitisiert. Der mächtigere Teil der Stephen-Formation wird als Burgess-Schiefer bezeichnet

Die fossilreichen Ablagerungen des Burgess-Schiefers sind Teil der Stephen-Formation, einer Folge von schwach kalkigen, dunklen Tonsteinen. Ihr Alter liegt bei etwa 505 Millionen Jahren. Die einzelnen Schichten wurden an der Basis eines 160 m hohen Steilhanges (Riff), unter der Sturmwellenbasis abgelagert.
Der Steilhang setzt sich seinerseits aus kalkigen Riffablagerungen zusammen und ist der Cathedral-Formation zuzurechnen. Diese Formation entstand vermutlich kurz vor der Ablagerung des Burgess-Schiefers. Der genaue Hergang der Sedimententstehung ist nicht mit Sicherheit bekannt, die am weitesten verbreitete Hypothese geht jedoch davon aus, dass sich der obere Teil des Riffs ablöste und mit ihm, in Form eines Suspensionsstroms, auch die Tone der Stephen-Formation in die Tiefe rutschten, und eventuell erst in kilometerweiter Entfernung von der Rifffront erneut abgelagert wurden. Als ursächlich für den teilweisen Zerfall der Cathedral-Formation wird dabei die Reaktivierung von Störungen an der Basis der Formation vor etwa 509 Millionen Jahren angesehen.
Die Gesteine der Cathedral-Formation sind gegenüber tektonischen Belastungen sehr resistent. Sie boten den daraufliegenden Ablagerungen der Stephen-Formation daher Schutz vor solchen Vorgängen. Dies erklärt, warum Fossilfunde in der Stephen-Formation, die in größerer Entfernung zum ehemaligen Riff gemacht wurden, nicht verwertbar sind. Durch die tektonischen Vorgänge zerbricht das Gestein dort vertikal zu den Fossilien. Walcotts Steinbruch lieferte deshalb so viele spektakuläre Fossilien, weil er sich so nah an der Stephen-Formation befand. Tatsächlich wurde im Steinbruch mittlerweile soweit ausgegraben, dass man auf die Cathedral-Formation gestoßen ist.
Ursprünglich glaubte man, dass der Burgess-Schiefer unter anoxischen Bedingungen abgelagert wurde, neuere Forschungsergebnisse beweisen aber, dass zu jeder Zeit Sauerstoff im Sediment vorhanden war.
Durch die Abwesenheit von Sauerstoff, so nahm man an, würden die abgestorbenen Organismen vor der Zersetzung geschützt und chemische Bedingungen hergestellt, die die Überlieferung der Weichteile ermöglichten. Außerdem verringert sich mit abnehmendem Sauerstoffgehalt des Wassers auch die Anzahl an grabenden Organismen. In den Schichten mit Weichteilerhaltung wurden Ichnofossilien gefunden, diese sind jedoch selten und relativ klein. Eine andere Hypothese macht stark salzhaltige Lösungen am Meeresgrund für die außerordentliche Erhaltung verantwortlich.

## Stratigraphie
Die Formation des Burgess-Schiefers setzt sich aus zehn verschiedenen Subformationen (engl.: Member) zusammen. Die berühmteste Subformation ist das Walcott Quarry Shale Member, das seinerseits die Phyllopod Beds enthält.

## Taphonomie und Diagenese
Es gibt viele andere Fossillagerstätten mit ähnlichem Fossilerhaltungszustand, tatsächlich sind solche Fossilansammlungen im Kambrium viel häufiger als in jeder späteren Periode der Erdgeschichte. Die Ursache dafür sucht die Taphonomie in dem sehr beschränkten Ausmaß von Bioturbation. Im Verlauf des Kambriums nahm die Menge an grabenden Organismen zu, und aufgrund dessen die Wahrscheinlichkeit der Weichteilerhaltung von Fossilien ab.

## Ähnliche Fundstellen
Die Fossillagerstätten, die am häufigsten für einen Vergleich mit dem Burgess-Schiefer herangezogen werden, sind Sirius Passet auf Grönland und Chengjiang im Süden Chinas.

## Organismen
Die Biota des Burgess-Schiefers scheinen typisch für Sedimente des mittleren Kambriums zu sein. Obwohl skeletttragende Organismen lediglich 14 % der Fossilgemeinschaft ausmachen, finden sich in anderen kambrischen Fossillagerstätten ganz ähnliche Verhältnisse. Es gibt also keinen Grund, nicht-skeletttragende Organismen in irgendeiner Form als besonders anzunehmen. Tatsächlich sind viele auch aus anderen Fossillagerstätten unterschiedlicher Lage und Alters nachgewiesen.
Die Biota setzen sich aus ganz verschiedenen Organismen zusammen. Freischwimmende (nektonische) Organismen sind relativ selten, benthonische Vertreter stellen die Mehrheit. Darunter finden sich mobile und sessile Arten. Über 2/3 der Organismen ernährte sich von organischen Material auf oder im Sediment (detritivor), knapp 1/3 filterte feine Partikel aus der Wassersäule (suspensivor) und weniger als 10 % waren carnivor oder Aasfresser (nekrophag). Die benthonischen Vertreter gliedern sich in festsitzende oder sessile Epifauna (etwa 30 Prozent) und bewegliche Epifauna (ca. 40 Prozent der Gesamtfauna), die über den Meeresboden krabbelte oder kroch. Bei den sessilen Tieren handelt es sich überwiegend um Schwämme. Die bewegliche Epifauna war insgesamt vielfältiger und wurde von Arthropoden dominiert. Tiere, die oberhalb der Sedimentoberfläche lebten, sind selten und machen nur etwa 10 Prozent der Funde aus. Der Grund für ihre Seltenheit ist, dass sie den Schlammströmen als Schwimmer besser entkommen konnten.

## Belege